# Latocestidae
Famille
Les Latocestidae sont une famille de vers plats marins, de la super-famille des Stylochoidea (sous-ordre des Acotylea, ordre des Polycladida).

## Systématique

### Famille des Latocestidae
Le nom valide complet (avec auteur) de ce taxon est Latocestidae Laidlaw, 1903.

### Sous-taxons de Latocestidae
Selon la base de données World Register of Marine Species (16 novembre 2023), la famille des Latocestidae se décompose comme suit :
- genre Eulatocestus Faubel, 1983
- sous-famille des Latocestinae Prudhoe, 1985 (vide d'espèce)
- genre Latocestus Plehn, 1896
- genre Latoplana Faubel, 1983
- genre Mesocela Jacubowa, 1906
- genre Nonatona Marcus, 1952
- genre Prolatocestus Faubel, 1983

Synonymes
- le genre Alleena Marcus, 1947 est synonyme de Latocestus Plehn, 1896
- le genre Mesoda Faubel, 1983 est synonyme de Mesocela Jacubowa, 1906
- le genre Oculoplana Pearse, 1938 est synonyme de Latocestus Plehn, 1896